# Badr ad-Dīn Ibn Dschamāʿa
Badr ad-Dīn Muhammad Ibn Dschamāʿa (arabisch بدر الدين محمد ابن جماعة, DMG Badr ad-Dīn Muḥammad Ibn Ǧamāʿa; * 1241 in Hamat; † 1333 in Kairo) war ein islamischer Rechtsgelehrter und Qādī der schafiitischen Lehrrichtung. Er ist für die Geschichte der politischen Theorien im Islam bedeutsam, weil er sich in einer seiner Schriften für die Zusammenlegung von Kalifat und Sultanat aussprach.

## Leben
Nach seinem Studium der islamischen Rechtswissenschaften wurde Ibn Dschamāʿa zunächst Dozent in Damaskus. Im Jahre 1288 wechselte er als Qādī nach Jerusalem und im Jahre 1291 nach Kairo, wo er im Dienste des mamlukischen Sultans den Posten des höchsten schafiitischen Qādīs innehatte. Dieses Amt bekleidete Ibn Dschamāʿa, abgesehen von einer Unterbrechung von 1293 bis 1303, während der er einen Sufiorden in Damaskus führte, bis zu seiner Pensionierung 1327.

## Werke
Carl Brockelmann führt in seiner Geschichte der arabischen Literatur acht Werke von Badr ad-Dīn Ibn Dschamāʿa auf. Das bekannteste davon ist sein Handbuch des islamischen Staats- und Verwaltungsrechts „Zusammenfassung der Regeln über die Führung der Leute des Islams“ (Taḥrīr al-aḥkām fī tadbīr ahl al-islam). Es wurde von Hans Kofler in den Jahren 1934 bis 1938 in der Zeitschrift Islamica ediert und ins Deutsche übersetzt. Eine weitere Edition, die von ʿAbd al-Munʿim Ahmad erstellt wurde, erschien 1991 in Katar. Das Buch umfasst 17 Kapitel. Die einzelnen Themen dieser Kapitel sind: 1. die Notwendigkeit des Imamats und seine Voraussetzungen; 2. Rechte und Pflichten von Kalif und Sultan; 3. die Einsetzung der Wesire und ihre Aufgaben; 4. die Einsetzung von Emiren für den Dschihad; 5. die Bewahrung der Scharia und die dafür notwendigen Ämter (Qādī, Mufti, Hisba); 6. Einstellung und Entlassung von Soldaten für den Dschihad; 7. Zuwendungen des Herrschers; 8. der Sold der Soldaten; 9. Pferde, Waffen und Kriegsgerät für diejenigen, die den Dschihad vollziehen; 10. der Dīwān des Sultans; 11. Vorzüglichkeit und Regeln des Dschihad; 12. die Art des Kämpfens; 13. die Ghanīma-Beute mit ihren Unterarten; 14. Aufteilung der Ghanīma-Beute; 15. Hudna-Waffenstillstand, Amān-Schutzgarantie und Musta'min; 16. Bekämpfung von muslimischen Aufständischen; 17. Dhimma-Verhältnis.

## Politische Lehre
Wichtig ist vor allem das zweite Kapitel seines staatsrechtlichen Traktats. Hier vertritt Ibn Dschamāʿa die These, dass die wichtigste Aufgabe der Staatsführung die Sicherstellung von Ruhe und Ordnung sei. Die Unterscheidung zwischen Kalif und Sultan verwische unter diesem Paradigma. Daher sei es legitim, wenn der Sultan die ehemaligen Kompetenzen des Kalifen ausübe.
Mit diesem Werk legte Ibn Dschamāʿa das theoretische Fundament für das aufstrebende mamlukische Sultanat. Denn seit die Mongolen mit der Eroberung von Damaskus den ehemaligen Sitz des sunnitischen Kalifen eingenommen hatten, beanspruchten die mamlukischen Sultane den Kalifentitel für sich.